# José Luis Chilavert
José Luis Félix Chilavert (* 27. Juli 1965 in Luque) ist ein ehemaliger paraguayischer Fußballtorwart. Er erzielte in seiner Karriere über 60 Tore für Klubs und das Nationalteam und war damit der zweit-torgefährlichste Torhüter der Fußballgeschichte im Leistungssport. Von 1989 bis 2003 spielte er 74-mal für die paraguayische Fußballnationalmannschaft und erzielte acht Tore.

## Leben

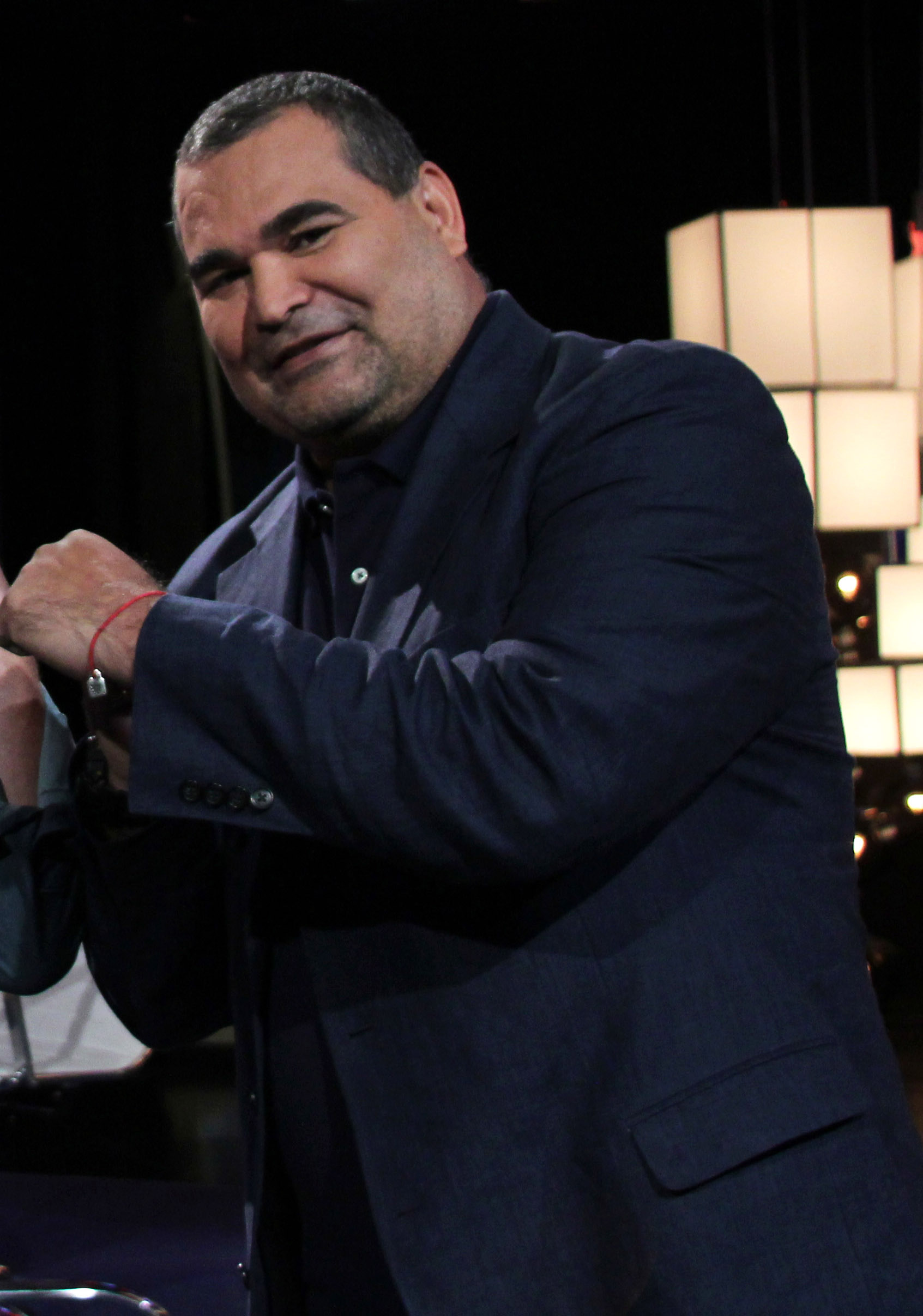
Chilavert, 2014

Bereits im jungen Alter von 15 Jahren stieg José Luis Chilavert bei seinem Heimatverein Sportivo Luqueño in Paraguay zum Stammtorhüter auf. Im Alter von 18 Jahren gab er in der ersten paraguayischen Liga bei Guaraní Asunción sein Debüt. Nach einer Saison verließ er das Team bereits wieder und wechselte nach Argentinien zum Club Atlético San Lorenzo de Almagro aus Buenos Aires.
Im Jahre 1988 wechselte Chilavert nach Spanien zu Real Saragossa. Er verließ den Verein 1992 nach Querelen mit dem Trainer und einem Platz auf der Ersatzbank. Zur Spielzeit 1992/93 wechselte er wieder nach Argentinien zum Erstligisten Vélez Sarsfield. 1996 wurde Chilavert zu einer dreimonatigen Haftstrafe auf Bewährung und einer 13-monatigen Spielsperre verurteilt, da er 1994 einen Balljungen niedergeschlagen hatte. Er legte Berufung ein, der oberste Gerichtshof Argentiniens bestätigte 1999 jedoch die Strafe. Im November des Jahres 2000 wechselte Chilavert zum Start der französischen Rückrunde zum zweiten Mal nach Europa. Dort spielte er in der Saison 2000/01 (Rückrunde) und 2001/2002 für den französischen Klub Racing Strasbourg, mit dem er 2002 abgeschlagen am Tabellenende in die französische zweite Liga abstieg. Als der Abstieg in der Liga bereits rechnerisch feststand, gewann Racing das französische Pokalfinale, bei dem Chilavert einen Elfmeter hielt und den entscheidenden selbst verwandelte.
Zum Höhepunkt seiner Karriere kam es im Jahre 1998, als er die Auswahl Paraguays, Außenseiter in der Südamerika-Qualifikationsgruppe, als Mannschaftskapitän zur Fußball-Weltmeisterschaft 1998 in Frankreich begleitete. Als Paraguay dort überraschend die Gruppenphase überstand, fiel eine verstärkte Aufmerksamkeit auf den Kapitän der Mannschaft, der in drei Gruppenspielen nur ein einziges Gegentor kassiert hatte.
Im Gruppenspiel gegen Bulgarien scheiterte Chilavert mit einem Freistoß aus 20 Metern an der Torlatte, beinahe wäre es ihm als erstem Torhüter in der Fußball-Geschichte gelungen, ein Feldtor bei einer Weltmeisterschaft zu erzielen. Im Achtelfinale gegen den späteren Weltmeister Frankreich brachte er sein Team, das von vielen Kritikern als maßlos überfordert bezeichnet wurde, fast im Alleingang bis in die Verlängerung, in der Laurent Blanc per Golden Goal für Frankreich traf und das Spiel entschied.
Während seiner Karriere geriet Chilavert immer wieder mit dem argentinischen Fußballer Martín Palermo (Boca Juniors, Betis Sevilla) aneinander. Duelle der beiden Stars hatten meist heftige Wortgefechte, harte Fouls sowie rote Karten zu bieten. Ein weiteres Beispiel für sein Temperament sah man im WM-Qualifikationsspiel gegen Brasilien: Als Roberto Carlos ihm die Hand schütteln wollte, spuckte Chilavert ihn an. Deshalb musste er das erste Spiel der WM 2002 von der Tribüne aus verfolgen. Paraguay schied erneut im Achtelfinale aus, diesmal mit 0:1 gegen die deutsche Nationalelf.
Nachdem Chilavert 1998 zum letzten Mal zum „IFFHS-Welttorhüter des Jahres“ gewählt worden war, tauchte er ab 2001 nicht mehr in den Statistiken der zehn weltbesten Torhüter auf und beendete seine Karriere im Jahre 2002. Grund dafür war, dass er nicht für das paraguayische Nationalteam nominiert wurde.
Im Jahre 2004 feierte der inzwischen 39-jährige Chilavert ein überraschendes Comeback bei seinem Stammverein Vélez Sarsfield, mit dem er bereits in den 90er-Jahren größere Erfolge gefeiert hatte. Er zog sich jedoch nach seinem letzten Spiel am 11. November 2004, bei dem er ein Tor schoss, wieder aus dem aktiven Fußball zurück.
Im Juli 2005 wurde Chilavert in Frankreich wegen Betrugs an seinem ehemaligen Verein Racing Strasbourg zu sechs Monaten Haft auf Bewährung verurteilt.
Im Januar 2021 kündigte er an, bei den Präsidentschaftswahlen in Paraguay 2023 kandidieren zu wollen. Bei der Wahl erreichte er für die Partido de la Juventud 0,8 % der Stimmen.

## Erfolge
International:
- Weltpokal: 1994
- Copa Libertadores: 1994
- Copa Interamericana: 1996
- Supercopa Sudamericana: 1996
- Recopa Sudamericana: 1997

National:
- Paraguayische Meisterschaft: 1984
- Argentinische Meisterschaft: 1993, 1995, 1996, 1998
- Französischer Pokal: 2001
- Uruguayische Meisterschaft: 2003

Auszeichnungen:
- IFFHS-Welttorhüter des Jahres: 1995, 1997, 1998
- Südamerikas Fußballer des Jahres: 1996
- Argentiniens Fußballer des Jahres: 1996

## Audio
- José Luis Chilavert – Welttorhüter als Präsidentschaftskandidat Paraguays 5.19 Minuten, von Viktor Coco, Deutschlandfunk 23. April 2023